# 巴基斯坦—敘利亞關係
巴基斯坦－叙利亚关系指的是巴基斯坦与叙利亚之间的关系。由于丝绸之路的存在，巴基斯坦与叙利亚很早便产生了文明交流。叙利亚传教士传播过伊斯兰教的地方，有一部分在公元711年并入了今日的巴基斯坦。
敘利亞內戰爆發後，与俄罗斯，伊朗以及印度政府一样，巴基斯坦政府支持時任總統巴沙尔·阿萨德的復興黨政權，巴基斯坦强烈敦促和平解决并同时反对任何形式的外國军事干預行动。

## 两国关系

### 1960至1970年代
20世纪60年代，一支巴基斯坦武装部队小分队被派遣至叙利亚，该分队主要由战斗机飞行员组成，目的是协助叙利亚空军驾驶米格战斗机。自此以后，两国关系开始升温。

### 1970至1980年代
1978年，时任军政府领导人穆罕默德·齐亚·哈克发动政变，推翻时任总理佐勒菲卡尔·阿里·布托。从这之后，两国关系迅速遇冷。1981年，巴基斯坦国际航空的波音707在大马士革被劫持，巴基斯坦政府始终认为劫机者受到时任叙利亚总统哈菲兹·阿萨德的支持。

### 1980至2000年代
20世纪90年代，叙利亚在巴基斯坦的帮助下，建成了国内第一家拖拉机厂。从那之后，巴基斯坦在制糖业，水泥产业，化肥产业，造纸业以及农业方面向叙利亚提供了大量帮助。
巴基斯坦政府专门设立方案，向在费萨拉巴德农业大学学习农业科学的叙利亚学生发放奖学金。同时，巴基斯坦也在大马士革投资建设了信息学与计算机科学研究所。

### 2010年代至今
2010年，时任巴基斯坦总统阿西夫·阿里·扎尔达里对叙利亚进行国事访问，期望促进两国之间官方与民间的政治经济访问。最终，两国在2010年签订贸易条约。
在叙利亚内战开始之后，巴基斯坦奉行中立及不交战政策。巴基斯坦强烈反对任何对于叙利亚的大规模军事打击。在联合国安全理事会会议上，巴基斯坦对于一项制裁叙利亚的决议投出弃权票。在伊朗召开的会议中，巴基斯坦强烈要求国际社会尊重叙利亚的主权，独立与领土完整。
2018年，由巴基斯坦大使馆主办的大马士革国际学校已成为国内顶尖学府。